# Efekt ruža za usne
Efekt ruža (engleski: The Lipstick Effect) teorija je da će potrošači češće kupovati jeftinija luksuzna dobra ako su suočeni s nadolazećom gospodarskom krizom. Umjesto kupovine, primjerice, skupih torbica i krznenih jakni, potrošači kupuju skuplju kozmetiku poput poznatih marki ruža za usne. Pretpostavka jest da će dio potrošača kupovati luksuzna dobra čak i u lošoj ekonomskoj situaciji. Kada potrošač percipira da gospodarstvo slabi, kupit će proizvode koji imaju manji utjecaj na njegova raspoloživa sredstva. Osim kozmetike, teorija se dotiče i drugih luksuza poput skupljeg piva i manjih elektroničkih naprava.
Pojam je temeljen na istraživanju Juliet Schor u knjizi The Overspent American („Istrošeni Amerikanac”) kojim je otkrila tendenciju manje imućnih osoba da troše na manje ekstravagantne luksuzne proizvode, poput markiranog ruža za usne ili sjenila, koji su dovoljno vidljivi u svakodnevici da pozitivno utječu na društveni status.
Postoje tvrdnje da je prodaja ruža za usne u SAD-u porasla dvostruko nakon terorističkih napada u 2001. godini. Drugi izvori pak tvrde da je ta brojka preuveličana. Kayleen Schaefer iz New York Timesa u članku iz 2008. godine citira Leonarda Laudera, američkog milijardera, koji je izjavio da je prodaja ruža za usne u njegovoj tvrtci porasla nakon napada, no on ne tvrdi da se udvostručila. Lauder, međutim, pretpostavlja da je porast bio posljedica toga da su si žene htjele priuštiti maleno zadovoljstvo u tmurnim vremenima.
The Economist je 2009. godine proveo istraživanje efekta ruža. Zaključak je bio da nema poveznice između prodaje ruža za usne i šireg gospodarskog stanja. Tvrde ne samo da je teško doći do pouzdanih statistika prodaje ruža za usne, već i da su primjeri efekta isključivo izolirane anegdote predstavljene kao dokazi šireg fenomena. To istraživanje, kao i mnoge izjave osoba iz struke te anegdotalne primjedbe ukazuju na neispravnost teorije.
Unatoč tomu, neka istraživanja u području evolucijske psihologije ipak tvrde da osobe u situaciji recesije troše razmjerno više sredstava na kozmetičke proizvode.